# 말라리아
말라리아(Malaria) 또는 학질(瘧疾)은 학질모기가 옮기는 감염병으로, 매년 2억에서 3억 명의 사람이 감염되고 수십만 명이 사망하는 질병이다. 주로 열대 지방에서 발병한다. 화학요법을 통한 예방법으로는 예방약 복용과 백신접종법이 있다. 예방백신은 2021년에 개발완료되어 세계보건기구의 승인을 받았다.

## 어원

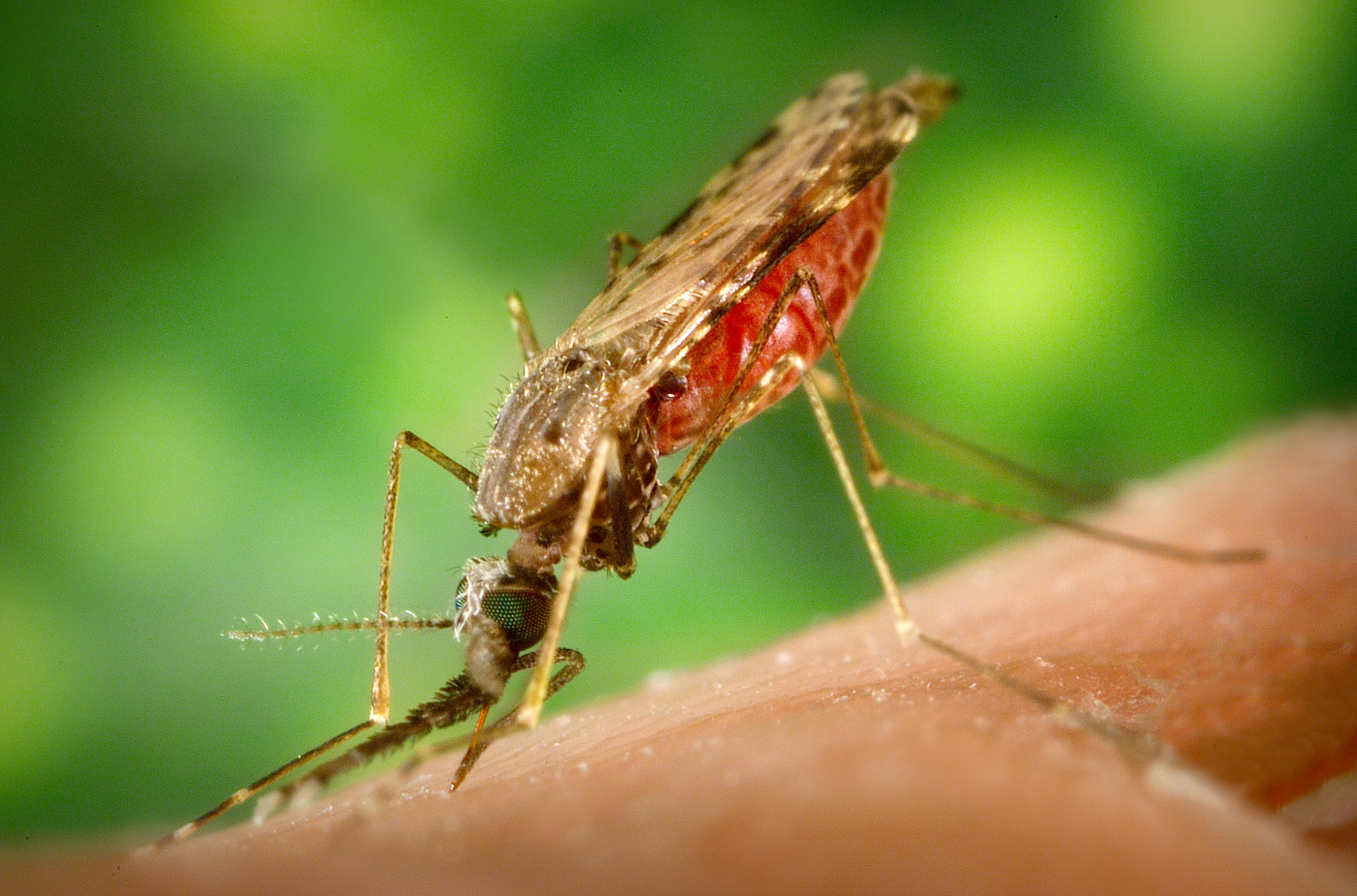
말라리아를 일으키는 아노펠레스 알비마누스 모기

말라리아는 이탈리아어로 '나쁜(또는 미친)의 뜻을 가진 'Mal'과 공기를 뜻하는 'aria'가 결합한 용어로, 19세기 말엽까지도 말라리아가 나쁜 공기를 통해 전파된다고 믿어서 그런 이름이 붙었다. 사실 말라리아라는 이름은 18세기에 명명되긴 하였으나, 늪지에서 발생한 나쁜 공기가 원인이라고 생각하여 붙여졌던 것이다. 즉 모기가 말라리아를 옮기는 중간 매개체인 것은 19세기 말에야 밝혀졌지만 모기가 서식하는 늪지와 말라리아와의 관련성은 옛날부터 인지하였던 것이다.
조선시대 이후 한반도에서도 있었고, “학질” 또는 “하루거리”, "간일학(間日瘧)"이라고도 불렸다. 

## 원인과 감염 경로

### 원인
원인이 되는 기생충은 Plasmodium vivax (삼일열원충), Plasmodium falciparum (열대열원충), Plasmodium malariae (사일열원충), Plasmodium ovale (난형열원충) 등이다.
말라리아 기생충들은 말라리아 원충에 속해 있다. 말라리아 종류에는 모두 네 가지가 있는데 열대열 말라리아, 사일열 말라리아, 난형 말라리아, 삼임열 말라리아가 있다. 이것들 도중 열대열 말라리아가 가장 많이 확인되었고(75%), 그 뒤에는 삼임열 말라리아가 따른다(20%). 
비록 열대열 말라리아가 대부분의 말라리아를 차지하지만, 최근 삼일열 말라리아도 열대열 말라리아급으로 많을 것이라고 예상하고 있다. 삼일열 말라리아는 보통 아프리카 밖에서 일어난다. 지구 온난화는 말라리아 감염에 영향을 주기 때문에 지구온난화로 인해 말라리아 감염국이 더 증가할 것이라고 추정한다. 

### 경로
감염된 모기(학질모기)가 사람을 물면 모기의 침샘에 있던 말라리아 원충이 혈액 내로 들어간다. 이렇게 들어간 원충은 사람의 간으로 들어가서 성장하며 잠복기가 끝나면 사람의 적혈구로 침입하여 발열하게 된다. 원충이 적혈구에서 다시 성장하면서 암수 생식모체라는 것이 만들어지는데 이 때 말라리아 매개모기인 중국 얼룩날개모기가 사람의 피를 흡혈하면 이들이 다시 모기를 감염시킴으로써 점차 전파된다.

## 증상
말라리아 증상들은 전형적으로 감염 후 8-25일 정도에 시작된다. 하지만, 예방으로 반말라리아 약물들을 먹은 사람들에게는 나중에 일어날 수 있다. 모든 종류의 말라리아에서 나타나는 공통적인 초기 징후들은 독감 같은 증상들, 염증, 위장염, 그리고 바이러스성 질환들이 있다. 시간이 지나면 두통, 열, 몸서림, 관절 통증, 구토, 용혈성 빈혈, 황달, 소변에서의 헤모글로빈, 망막 손상, 그리고 경련이 나타난다. 그리고 여자의 경우 가슴에서 젖이 나오지 않는다. 
전형적인 말라리아 증상들은 몸서림과 열 그리고 땀나는 것에 뒤따르는 순환성 발작의 발현이다. 심각한 말라리아는 보통 열대열 말라리아에 의해 일어난다. 열대열 말라리아의 증상들은 감염 후 9-30일 후에 나타난다. 뇌 말라리아를 가진 개개인들은 비정상적인 자세, 안구진탕증, 주시마비, 후궁반장, 발작들, 또는 코마(혼수상태)를 포함한 신경 증상들을 자주 보인다.

## 예방

### 백신접종
기존의 화학요법을 통한 예방법으로는 예방약을 복용하는 것 뿐으로 개발된 백신이 없었다. 그러나 영국 제약회사 글락소스미스클라인(GSK)이  'RTS,S'라는 백신을 개발하였고 2021년 10월 7일에 세계보건기구(WHO)가 사용을 승인했다. 이 말라리아 백신 RTS,S는 4회 접종이 필요하다. 중증 말라리아가 약 30% 감소하는 효과가 있으나 완전한 면역은 불가능해 모기장과 살충제 등 기존의 말라리아 예방 도구가 여전히 중요하다. 중부 아프리카 카메룬이 2024년 1월 22일 세계 최초로 아동을 대상으로 말라리아 백신 접종을 시작했다.

### 약물복용
예방약 복용 등의 화학요법은 모기에게 물리지 않을 수 없는 상황에서 반드시 필요하다. 하지만 이러한 화학요법을 사용하더라도 말라리아에 걸릴 위험은 항상 존재한다. 또한 예방약을 복용하는 즉시 예방효과가 생기는 것은 아니므로, 말라리아 유행지역을 일시적으로 방문하는 사람들은 입국 2주 전부터 약을 복용하기 시작해야 하며 출국 후 4주까지 예방약을 계속 복용해야 한다. 단, 항말라리아 약제 중 아토바쿠온과 프로구아닐은 예외적으로 입국 2일 전부터 복용을 시작하고 출국 7일 후까지만 복용하면 된다.

### 모기 박멸
모기에 물리지 않게 주의하는 것이 가장 기본적인 방법 중에 하나다. 

## 발병 사례

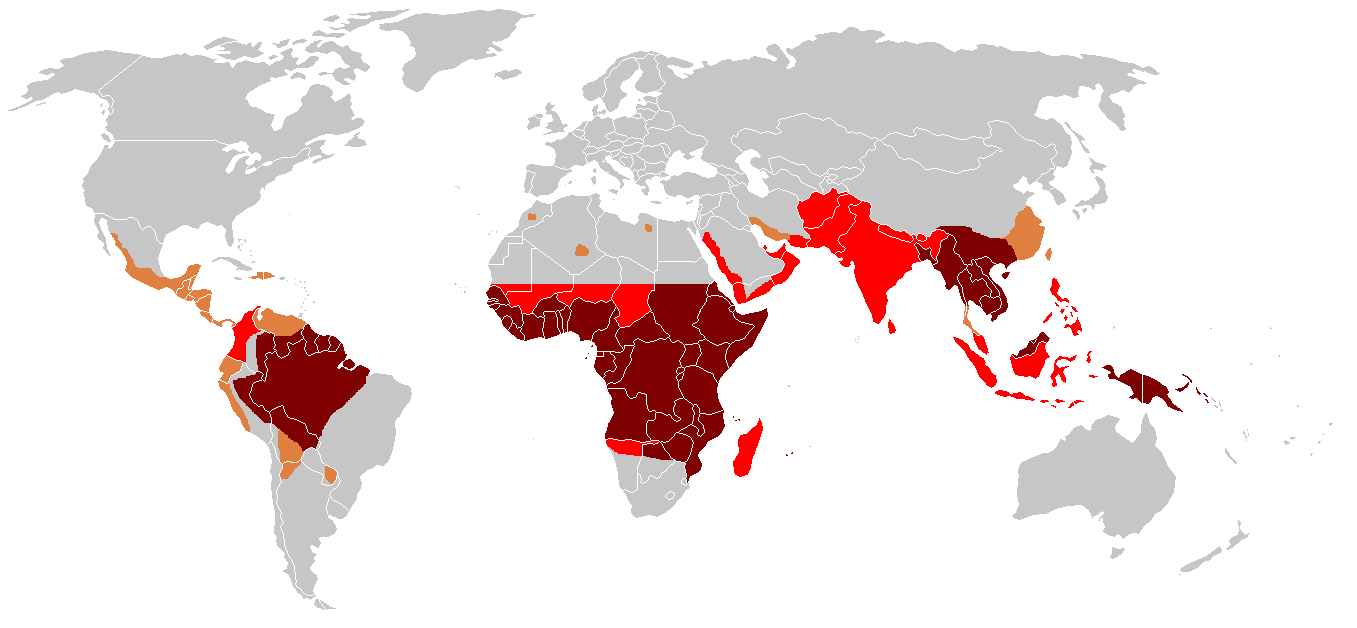
말라리아 발생 지역

### 발병과 사망
2008년 세계보건기구는 2억 4700만명 이상의 환자가 있을 것이라고 추정하고 있으며, 2006년을 기준으로 연간 881,000명이 말라리아로 사망한다고 추정하고 있다. 2019년 한 해 2억2천9백만 건의 말라리아 감염 사례가 있었고 40만9천 명이 말라리아로 사망했다. 사망자 가운데는 5살 미만 아프리카 어린이는 27만4천 명이었다. 2분마다 5세 미만 어린이가 말라리아로 숨지고 있다고 한다.
대부분의 환자는 5세 미만의 아이들이며, 임산부도 또한 취약한 계층이다. 전파를 막으려는 노력에도 불구하고 감염 지역은 1992년 이래로 증가하는 추세에 있다. 실제로 말라리아가 현재의 상승세를 유지한다면, 20년 이내 치사율이 현재의 두 배로 증가할 것이라고 추정하고 있다.

### 대한민국
1883년 조선에 처음 입국한 미국 의사 앨런도 말라리아의 위험성을 지적하였다. 기생충인 열원충이 일으킨다. 열원충은 간으로 갔다가 적혈구로 들어간다. 한국에서 말라리아에 대한 최초의 공식 기록은 고려 의종 때이며, 조선 세종 2년에는 대비가 이 병으로 죽기도 했다. 1970년대말 한국에서 토착성 말라리아는 자취를 감추었으나 1993년 휴전선 근처에서 1명의 군인이 감염된 것을 시작으로 2000년에는 4142명이 국내에서 말라리아에 감염되었다. 최근에 대한민국에서의 말라리아는 대부분 휴전선 인근에서 주로 발생되었으며 경기도의 김포시, 고양시, 성남시, 파주시, 연천군,연간 100례 이상이다. 또한, 열대열 말라리아가 증가 추세에 있다. 현재 제 4류 감염으로 지정되어 있으며, 진단 의사는 7일 이내에 보건소에 신고하는 의무를 가진다.

## 영향
겸형 적혈구 빈혈증을 비롯한 많은 유전병들이 말라리아에 강하다는 이유로 남아 있다.
현재까지 말라리아로 사망한 사람만 30억명이 된다.

## 같이 보기
- 말라리아원충
- 모기